# Enrique Muiño
Enrique Muiño (Laracha, Galícia, 5 de juliol de 1881 - Buenos Aires, Argentina, 24 de maig de 1956) va ser un actor clàssic de teatre i cinema hispano-argentí que va participar en pel·lícules des de 1913 fins a l'any de la seva mort el 1956.

## Biografia

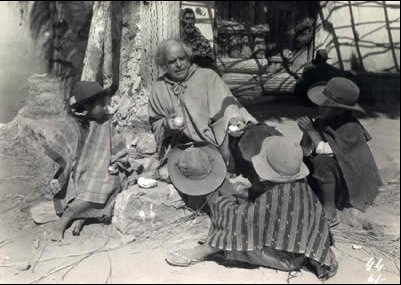
Enrique Muiño, protagonista de la pel·lícula La guerra gaucha (1942).

Muiño, que significa "molí" en gallec, va néixer a Laracha, situat a 20 km al sud-oest de La Corunya i a 50 km al nord de Santiago de Compostel·la i, més tard, quan encara era un nen, va emigrar amb els seus pares a Buenos Aires (Argentina).
Allà, va començar a treballar als dotze anys, fins que, quan va comunicar al seu pare el seu desig de ser actor, aquest el va obligar a allistar-se a l'exèrcit.
No obstant, va poder fer un petit debut professional, tot i que sense cobrar res el 1898, als 17 anys, amb la companyia teatral de Jerónimo Podestá.
Poc després, quan va acabar el servei militar, el 1902, es va convertir en actor de forma professional.
Tot i que al principi treballava en papers poc importants, més tard va aconseguir formar un duet artístic juntament amb el seu amic Elías Alippi (1883-1942).
Més tard, va tenir molt d'èxit en el teatre El Nacional amb obres teatrals com Así es la vida, Triple seco i Sant Antonio dels Coures.
El 1922, amb 41 anys, va realitzar una gira teatral arreu de la seva terra natal, Galícia amb la companyia Muiño-Alippi. També van realitzar actuacions a Madrid, Barcelona, València, Sant Sebastià i Bilbao.
A Laracha, així com al Centre Gallec de Madrid, li van retre homenatge per tota la seva trajectòria artística.
Muiño també va començar una carrera com a actor de cine en la indústria cinematogràfica de l'Argentina. De fet, va participar en pel·lícules com La guerra gaucha, El cura gaucho, Su mejor alumno, etc. En total, va protagonitzar més de 20 pel·lícules entre Argentina i els Estats Units, entre les quals destaca L'avi, coprotagonitzada per Metxa Ortiz.
L'any 1941 li van concedir el Diploma d'Honor en els premis Còndor Acadèmic, atorgats per l'Acadèmia d'Arts i Ciències Cinematogràfiques de l'Argentina, per premiar el seu paper en la pel·lícula El cura gaucho.
El 1941, Enrique Muiño, juntament amb els seus amics Elías Alippi (qui va morir l'any següent), Francisco Petrone (1902-1967), Ángel Magaña (1915-1982), Lucas Demare (1910-1981) i el productor Enrique Faustín, van fundar la productora cinematogràfica Artistes Argentins Associats.
El 1944 va rebre un altre premi pel seu paper protagonista a Su mejor alumno, una pel·lícula biogràfica que narra la vida del president Sarment i la relació que manté amb el seu fill Dominguito.
En els últims anys de la seva vida, es va dedicar també a la pintura. Va fer estudis particulars amb el pintor Fernando Fader i va exposar a la galeria Witcomb de Buenos Aires.

## Filmografia
- 1913: Juan Moreira dir. Mario Gall
- 1917: Los habitantes de la leonera dir. Carlos A. Gutiérrez[1]
- 1937: Cadetes de San Martín
- 1937: Viento Norte
- 1938: El cabo Rivero
- 1939: El viejo doctor
- 1939: Alas de mi patria
- 1939: Así es la vida
- 1940: Huella
- 1941: El cura gaucho
- 1942: El viejo Hucha
- 1942: La Guerra Gaucha
- 1944: Su mejor alumno (paper protagonista com a Sarment)
- 1945: Pampa bárbara (narrador)
- 1946: Donde mueren las palabras
- 1948: Por ellos... todo
- 1948: La calle grita
- 1949: De padre desconocido
- 1949: De hombre a hombre
- 1950: Escuela de campeones
- 1953: Caballito criollo
- 1954: Los problemas de papá
- 1954: El abuelo
- 1955: Adiós problemas
- 1955: Lo que le pasó a Reynoso ...Serapio
- 1956: Surcos en el mar